# 密花独脚金
密花独脚金（学名：Striga densiflora），为玄参科独脚金属下的一个植物种。